# 조선민주주의인민공화국 수산성
수산성(水産省) 또는 해양수산성(海洋水産省)은 해양정책, 어업, 수산업 정책 및 어업 조업 정책 전반, 수산, 어촌개발, 해운항만 관리, 해양환경, 해양조사, 해양자원개발, 해양과학기술연구 개발, 해양안전 관련 사무를 관장하는 조선민주주의인민공화국의 내각 중앙행정기관이다. 해상 운송과 선박 관련 업무는 운수성 또는 해운항만성이 주관하며, 해양환경, 해양조사, 해양자원개발, 해양과학기술연구 개발은 국가과학기술위원회와 일부 중복, 협력한다.

## 연혁
- 1948년 9월 2일 수산성 설립

## 역대 상, 부상

### 역대 상
- 주황섭 1954년 3월 23일 ~ 1957년 9월 19일
- 주황섭 1957년 9월 20일 ~ 1958년 9월 25일
- 주황섭 1958년 9월 26일 ~
- 최용진 1960년 12월 27일 ~ 1962년 10월 22일
- 최용진 1962년 10월 23일 ~

- 최광(崔光), 1982년 4월 - 1984년 1월 26일, 위원장, 부총리 겸직
- 최광(崔光), 1984년 1월 26일 - 1985년 8월, 위원장, 부총리 겸직

- 리성운 1998년 9월 1일 ~
- 박태원 : 2008년 ~ 2013년 4월
- 리혁 : 2013년 4월 ~ 2015년 5월
- 강영철 : 2015년 5월 ~ 2017년
- 송춘섭 : 2017년 ~ 현재

### 역대 부상
- 현정민, ? ~ 1958년 11월
- 강경구, 1963년 1월 ~
- 강붕석, 1966년 5월 ~ 1968년 11월
- ?, 1968년 11월 ~
- 강붕석, 1968년 11월 ~

## 산하 기관
지역 수산사업소에는 직장장이 존재한다.
- 청진수산사업소
- 흥남수산사업소
- 원산수산업사업소
- 평양수산사업소

### 기타
- 해양무역회사 (무역성, 상업성과 공동 운영)

## 같이 보기
- 륙해운성